# Le Pin-en-Mauges
Le Pin-en-Mauges korábbi község Franciaország Loire mente régiójában, Maine-et-Loire megyében. 2015. január 1-jén kilenc másik korábbi községgel egyesült és Beaupréau-en-Mauges új község része lett.
Lakosainak száma 1383 fő (2018. január 1.). Le Pin-en-Mauges Chaudron-en-Mauges, Neuvy-en-Mauges, La Poitevinière, Saint-Quentin-en-Mauges és La Salle-et-Chapelle-Aubry községekkel határos.

## Népesség
A település népességének változása:
| Lakosok száma | 765  | 852  | 1093 | 1134 | 1218 | 1306 | 1348 | 1364 | 1378 | 1383 |
|               | 1962 | 1968 | 1982 | 1990 | 1999 | 2008 | 2011 | 2013 | 2017 | 2018 |